# Suede
Suede ist eine britische Rockband. Sie gilt als einer der Wegbereiter des Britpop.

## Geschichte
Bereits 1981 gründeten Sänger Brett Anderson und Bassist Mat Osman eine Band. Später, als Anderson 1988 nach London zog, nannten sich die beiden Suave and Elegant („freundlich und elegant“). Mittels einer Anzeige in der Musikzeitschrift NME fanden und engagierten die beiden den talentierten Gitarristen Bernard Butler. Zuletzt stieß noch Andersons damalige Freundin, Justine Frischmann, dazu.
Man unterzeichnete bei RML Records, einer Indie-Plattenfirma aus Brighton und änderte bald den Bandnamen. Suedes erste Aufnahme war Be my God/Art mit Mike Joyce am Schlagzeug, doch diese Single wurde noch vor Veröffentlichung wieder eingestampft, weil es Probleme mit der Plattenfirma gab. Mit Simon Gilbert als Schlagzeuger unterschrieben Suede bei Nude Records. Etwa zu dieser Zeit schied Justine Frischmann aus der Band aus, um schließlich die Gruppe Elastica zu gründen und ging, was vor allem für die Yellow Press von Bedeutung war, eine Beziehung mit Blur-Sänger Damon Albarn ein.
Suedes erste Single The Drowners wurde unter einer „alternativen“ Medienekstase veröffentlicht und war ein mittelmäßiger Hit, deutlich übertroffen von den nachfolgenden Singles Metal Mickey und Animal Nitrate (eine Anspielung auf die Droge Amylnitrit) einige Monate später. Das Debütalbum Suede festigte die Beliebtheit der Band und gewann den Mercury Prize für das beste britische Album. Der Erfolg in den USA war, wie so oft bei neueren britischen Bands, begrenzt, und das, obwohl sie mit The Cranberries auf Tour gingen und massiv von MTV unterstützt wurden. Darüber hinaus wurde die Band durch die Klage einer Lounge-Sängerin gezwungen, in den USA unter dem Namen London Suede aufzutreten.
Die vorher bereits vorhandenen Spannungen innerhalb der Band kamen zu einem Höhepunkt, als man begann, am zweiten Album zu arbeiten. Anderson und Butler stritten sich unentwegt, so dass Butler schließlich die Band verließ, noch bevor Dog Man Star (1994) veröffentlicht worden war. Das Album wurde zwar von den Kritikern hoch gelobt, verkaufte sich jedoch nur schleppend.
Butler wurde durch Richard Oakes, einen langjährigen Fan der Band, ersetzt, bevor es auf eine internationale Tour ging, um das Album zu promoten. Während der Aufnahmen zu dem Album Coming Up (1996), mit dem Suede schließlich den größten Mainstream-Erfolg verbuchen konnte, stieß außerdem der Keyboarder und Backgroundsänger Neil Codling zu der Band. Das Album war in ganz Europa, Asien und Kanada überaus erfolgreich.
Das nächste Album, Head Music (1999) wurde von Kritikern und Fans als Enttäuschung quittiert. Suede verabschiedete sich von Nude Records und unterschrieben stattdessen einen Vertrag bei Sony, um ihr fünftes Album A New Morning (2002) aufzunehmen. Während der Aufnahmen zu diesem Album verließ Neil Codling die Band aufgrund eines Chronischen Fatigue-Syndroms. Er wurde durch Alex Lee, einen langjährigen Freund der Band, ersetzt. Dieser übernahm den Hintergrundgesang und spielte bei Konzerten die zweite Gitarre oder Keyboard sowie gelegentlich Mundharmonika.
Nachdem eine große Retrospektive ihrer Arbeit veröffentlicht worden war, spielten Suede im Herbst 2003 an fünf Abenden in Londons ICA (Institute of Contemporary Arts) jede Nacht ein anderes Album in chronologischer Reihenfolge – mit B-Seiten und seltenen Songs als Zugaben. Nach der Veröffentlichung ihres Singles-Albums und der zugehörigen Single Attitude, verkündete die Band, dass es in der näheren Zukunft keine weiteren Projekte mehr unter dem Namen Suede geben würde.
Das zunächst letzte Konzert fand am 13. Dezember 2003 im Londoner Astoria statt und war ein zweieinhalbstündiger Auftritt, der in zwei Teile geteilt war, dessen erster unter dem Motto „Suedes Lieblingslieder“ lief. Anderson machte die Ankündigung, dass es „ein neues Suede-Album geben“ würde, fügte aber hinzu, dass es „...noch nicht jetzt“ erscheinen würde. Mit Andersons Schlussbemerkung „See you in the Next Life“ verabschiedete sich die Band aus dem Musikgeschäft.
Im Mai 2004 bestätigte Anderson Gerüchte, dass er und Bernard Butler wieder zusammenarbeiten würden. Unter dem Bandnamen The Tears veröffentlichten die beiden schließlich im Juni 2005 das Album Here Come the Tears mit 13 Songs. Es erreichte keine nennenswerten Verkaufszahlen.
Am 23. März 2007 erschien das selbstbetitelte Soloalbum von Sänger Brett Anderson, das im Großen und Ganzen textlich introvertierter und musikalisch weniger gitarrenlastig als die Veröffentlichungen von Suede oder The Tears daherkam. Der Stil an sich blieb jedoch weiterhin unverkennbar, nicht zuletzt wegen der Anderson-typischen Signalworte wie „asphalt, plastic, flow, breeze, pillow, etc.“, die immer wieder in seinem Gesamtwerk auftauchen. Es folgten drei weitere Soloalben des Suede-Sängers.
Im März 2010 meldete sich die Band mit Konzertauftritten im Londoner Club S 100 und der Royal Albert Hall zurück. Auch Neil Codling war wieder dabei. Motiviert durch großen Zuspruch, sagte die Band schließlich einige Konzert- und Festivaltermine in diversen Städten Europas für den Zeitraum August–Dezember 2010 zu.
Im Dezember 2011 spielten Suede zwei Konzerte in Russland (Moskau, St. Petersburg), dabei wurden sieben neue Songs live getestet. Am 24. März 2012 erschien zum 2. Jahrestag des Comebacks eine gemeinsame DVD und CD des Konzertes in der Royal Albert Hall.
Am 7. Januar 2013 veröffentlichten Suede den Titel Barriers als freien Download. Im März 2013 erschien das Album Bloodsports. Am 22. Januar 2016 erschien das Konzept-Album Night Thoughts. The Blue Hour folgte im September 2018.

## Bedeutung
Die Band eroberte Anfang der 1990er Jahre die Charts und Herzen der Engländer mit jeder Menge Glam und ihrem exaltierten Frontmann Brett Anderson. Mit und um Suede etablierte sich der Begriff Britpop endgültig zu einem eigenständigen Genre, das von den Stone Roses Ende der 80er bis hin zu den kommerziell erfolgreichsten Vertretern Blur und Oasis weit in die 90er reichte.
Suede selbst erlebten und feierten den Hype um die britische Musik mit ihrem ersten Album Suede selbst mit, fielen aber bereits mit der von der Kritik gefeierten zweiten Platte Dog Man Star 'britpop'- und verkaufsmäßig auf die Nase. So erreichten die Singles keine großen Chart-Erfolge, wenngleich das Album Platz 3 der UK-Charts belegte. Das folgende Album Coming up sollte Suede's größter kommerzieller Erfolg werden: Alle fünf Singles erreichten die UK Top 10, das Album Platz 1. Mit den zwei folgenden Studio-Alben gelang es der Band nicht mehr, an diese erfolgreiche Zeit anzuknüpfen.
Zwischen den ersten beiden Alben brachten Suede die Single Stay Together heraus. Die Single kam auf Platz 3 der GB-Charts, die höchste Chartplatzierung der Band, die von der Single Trash 1997 ebenfalls erreicht wurde.

## Diskografie

### Studioalben
| Jahr | Titel          | Höchstplatzierung, Gesamtwochen, AuszeichnungChartplatzierungen (Jahr, Titel, Platzierungen, Wochen, Auszeichnungen, Anmerkungen) | Höchstplatzierung, Gesamtwochen, AuszeichnungChartplatzierungen (Jahr, Titel, Platzierungen, Wochen, Auszeichnungen, Anmerkungen) | Höchstplatzierung, Gesamtwochen, AuszeichnungChartplatzierungen (Jahr, Titel, Platzierungen, Wochen, Auszeichnungen, Anmerkungen) | Höchstplatzierung, Gesamtwochen, AuszeichnungChartplatzierungen (Jahr, Titel, Platzierungen, Wochen, Auszeichnungen, Anmerkungen) | Anmerkungen                              |
| Jahr | Titel          | DE | AT | CH | UK | Anmerkungen                              |
| ---- | -------------- | --- | --- | --- | --- | ---------------------------------------- |
| 1993 | Suede          | DE50 (10 Wo.)DE | — | CH37 (1 Wo.)CH | UK1 Gold · (27 Wo.)UK | Erstveröffentlichung: 29. März 1993      |
| 1994 | Dog Man Star   | — | — | — | UK3 Gold · (21 Wo.)UK | Erstveröffentlichung: 10. Oktober 1994   |
| 1996 | Coming Up      | DE37 (7 Wo.)DE | AT39 (2 Wo.)AT | — | UK1 Platin · (49 Wo.)UK | Erstveröffentlichung: 2. September 1996  |
| 1999 | Head Music     | DE26 (6 Wo.)DE | AT19 (5 Wo.)AT | — | UK1 Gold · (20 Wo.)UK | Erstveröffentlichung: 3. Mai 1999        |
| 2002 | A New Morning  | DE74 (1 Wo.)DE | — | — | UK24 (2 Wo.)UK | Erstveröffentlichung: 30. September 2002 |
| 2013 | Bloodsports    | DE95 (1 Wo.)DE | — | — | UK10 (5 Wo.)UK | Erstveröffentlichung: 18. März 2013      |
| 2016 | Night Thoughts | DE31 (2 Wo.)DE | AT72 (2 Wo.)AT | CH71 (1 Wo.)CH | UK6 (4 Wo.)UK | Erstveröffentlichung: 22. Januar 2016    |
| 2018 | The Blue Hour  | DE32 (1 Wo.)DE | AT58 (1 Wo.)AT | CH44 (1 Wo.)CH | UK5 (2 Wo.)UK | Erstveröffentlichung: 21. September 2018 |
| 2022 | Autofiction    | DE20 (1 Wo.)DE | AT34 (1 Wo.)AT | CH49 (1 Wo.)CH | UK2 (2 Wo.)UK | Erstveröffentlichung: 16. September 2022 |

### Kompilationen
| Jahr | Titel                                     | Höchstplatzierung, Gesamtwochen, AuszeichnungChartsChartplatzierungen (Jahr, Titel, Platzierungen, Wochen, Auszeichnungen, Anmerkungen) | Anmerkungen                            |
| Jahr | Titel                                     | UK | Anmerkungen                            |
| ---- | ----------------------------------------- | --- | -------------------------------------- |
| 1997 | Sci-Fi Lullabies                          | UK9 (4 Wo.)UK | Erstveröffentlichung: 6. Oktober 1997  |
| 2003 | Singles                                   | UK31 Gold · (3 Wo.)UK | Erstveröffentlichung: 20. Oktober 2003 |
| 2010 | The Best of                               | UK31 Silber · (2 Wo.)UK | Erstveröffentlichung: 1. November 2010 |
| 2016 | Beautiful Ones – An Introduction to Suede | UK16 (2 Wo.)UK | Erstveröffentlichung: 27. Mai 2020     |

### Singles (Auswahl)
| Jahr | Titel Album                     | Höchstplatzierung, Gesamtwochen, AuszeichnungChartplatzierungen (Jahr, Titel, Album, Platzierungen, Wochen, Auszeichnungen, Anmerkungen) | Höchstplatzierung, Gesamtwochen, AuszeichnungChartplatzierungen (Jahr, Titel, Album, Platzierungen, Wochen, Auszeichnungen, Anmerkungen) | Anmerkungen                              |
| Jahr | Titel Album                     | DE | UK | Anmerkungen                              |
| ---- | ------------------------------- | --- | --- | ---------------------------------------- |
| 1992 | The Drowners Suede              | — | UK49 (2 Wo.)UK | Erstveröffentlichung: 11. Mai 1992       |
| 1992 | Metal Mickey Suede              | — | UK17 (3 Wo.)UK | Erstveröffentlichung: 14. September 1992 |
| 1993 | Animal Nitrate Suede            | — | UK7 Silber · (7 Wo.)UK | Erstveröffentlichung: 22. Februar 1993   |
| 1993 | So Young Suede                  | DE98 (1 Wo.)DE | UK22 (3 Wo.)UK | Erstveröffentlichung: 17. Mai 1993       |
| 1994 | Stay Together Singles           | — | UK3 (7 Wo.)UK | Erstveröffentlichung: 14. Februar 1994   |
| 1994 | We Are the Pigs Dog Man Star    | — | UK18 (6 Wo.)UK | Erstveröffentlichung: 12. September 1994 |
| 1994 | The Wild Ones Dog Man Star      | — | UK18 (7 Wo.)UK | Erstveröffentlichung: 7. November 1994   |
| 1995 | New Generation Dog Man Star     | — | UK21 (4 Wo.)UK | Erstveröffentlichung: 30. Januar 1995    |
| 1996 | Trash Coming Up                 | — | UK3 Silber · (10 Wo.)UK | Erstveröffentlichung: 29. Juli 1996      |
| 1996 | Beautiful Ones Coming Up        | — | UK8 Gold · (8 Wo.)UK | Erstveröffentlichung: 14. Oktober 1996   |
| 1997 | Saturday Night Coming Up        | — | UK6 (5 Wo.)UK | Erstveröffentlichung: 13. Januar 1997    |
| 1997 | Lazy Coming Up                  | — | UK9 (6 Wo.)UK | Erstveröffentlichung: 7. April 1997      |
| 1997 | Filmstar Coming Up              | — | UK9 (4 Wo.)UK | Erstveröffentlichung: 11. August 1997    |
| 1999 | Electricity Head Music          | DE92 (1 Wo.)DE | UK5 (7 Wo.)UK | Erstveröffentlichung: 12. April 1999     |
| 1999 | She’s in Fashion Head Music     | — | UK13 (6 Wo.)UK | Erstveröffentlichung: 21. Juni 1999      |
| 1999 | Everything Will Flow Head Music | — | UK24 (2 Wo.)UK | Erstveröffentlichung: 6. September 1999  |
| 1999 | Can’t Get Enough Head Music     | — | UK23 (2 Wo.)UK | Erstveröffentlichung: 8. November 1999   |
| 2002 | Positivity A New Morning        | DE99 (1 Wo.)DE | UK16 (3 Wo.)UK | Erstveröffentlichung: 16. September 2002 |
| 2002 | Obsessions A New Morning        | — | UK29 (2 Wo.)UK | Erstveröffentlichung: 18. November 2002  |
| 2003 | Attitude / Golden Gun Singles   | — | UK14 (3 Wo.)UK | Erstveröffentlichung: 6. Oktober 2003    |

### Videoalben
| Jahr | Titel               | Höchstplatzierung, Gesamtwochen, AuszeichnungChartsChartplatzierungen (Jahr, Titel, Platzierungen, Wochen, Auszeichnungen, Anmerkungen) | Anmerkungen                          |
| Jahr | Titel               | UK | Anmerkungen                          |
| ---- | ------------------- | --- | ------------------------------------ |
| 2019 | The Insatiable Ones | UK3 (5 Wo.)UK | Erstveröffentlichung: 12. April 2019 |

## Auszeichnungen für Musikverkäufe
| Goldene Schallplatte - Norwegen - 1997: für das Album Coming Up - Schweden - 1997: für das Album Suede - 1999: für das Album Head Music | Platin-Schallplatte - Schweden - 1997: für das Album Coming Up |

Anmerkung: Auszeichnungen in Ländern aus den Charttabellen bzw. Chartboxen sind in ebendiesen zu finden.
| Land/RegionAuszeichnungen für Musikverkäufe (Land/Region, Auszeichnungen, Verkäufe, Quellen) | Silber     | Gold     | Platin     | Verkäufe  | Quellen              |
| -------------------------------------------------------------------------------------------- | ---------- | -------- | ---------- | --------- | -------------------- |
| Norwegen (IFPI)                                                                              | —          | Gold1    | —          | 25.000    | ifpi.no              |
| Schweden (IFPI)                                                                              | —          | 2× Gold2 | Platin1    | 160.000   | sverigetopplistan.se |
| Vereinigtes Königreich (BPI)                                                                 | 3× Silber3 | 5× Gold5 | Platin1    | 1.560.000 | bpi.co.uk            |
| Insgesamt                                                                                    | 3× Silber3 | 8× Gold8 | 2× Platin2 |           |                      |